# Țibucani
Țibucani is een Roemeense gemeente in het district Neamț.
Țibucani telt 4514 inwoners.